# Spaulding & Rogers
Die Spaulding & Rogers Manufacturing Inc ist ein in Voorheesville ansässiges Unternehmen, das Tätowierausrüstungen und Verbrauchsmaterial für Tätowierer herstellt und vertreibt. Es hatte im Jahr 1995 bereits 37.000 Kunden und war in den 1970er und 1980er Jahren der größte Anbieter am US-amerikanischen Markt.

## Geschichte
Während seiner Zeit in Jacksonville lernte der Marinesoldat Huck Spaulding den Tätowierer und Tätowiermaschinenbauer Paul Rogers kennen. Rogers beschrieb Spaulding als „einen Tätowierer mit sehr begrenzter Erfahrung, der ein wenig in den reisenden Sideshows gearbeitet hatte.“ Rogers half Spaulding dabei, seine Technik zu verbessern und 1955 zog er in Spauldings Laden in der Court Street ein, wodurch der heute bekannte Name Spaulding und Rogers entstand. „Dieses Geschäft wurde zur Heimat des berühmten, weltweit bekannten Zulieferbetriebs. Die "Spaulding and Rogers Mfg." war in den späten 1950er Jahren der weltgrößte Hersteller und Vertreiber von Tätowierausrüstung.“ Unter der Firma Spaulding & Rogers Mfg. Corp. boten die Tätowierer Huck Spaulding und Paul Rogers ab 1956 Tätowierausrüstungen und Verbrauchsmaterial für Tätowierer an. In den 1970er Jahren stiegen sie zum größten Tattoo-Supplier in den USA auf. In den frühen 1980er Jahren weiteten sie den Versandhandel auf Europa und Australien aus, heute ist es ein reiner Online-Handel. Das Angebot umfasst Ausrüstung und Zubehör sowohl für Piercer als auch für Tätowierer. Durch wachsende Konkurrenz spielt die Firma heute nur noch eine untergeordnete Rolle.

## Huck Spaulding

Huck Spaulding an seinem Supplier-Stand auf der Tattoo Convention Denver 1979

Darwin W. „Huck“ Spaulding wurde als Sohn von Harold D. Spaulding und dessen Ehefrau Altha am 5. Dezember 1928 in Voorheesville geboren. Er diente in der US Marine und war u. a. in Jacksonville stationiert. Anfang der 1950er Jahre begann er mit seiner Ehefrau Josephine M. „Josie“ (6. November 1931 bis 8. Februar 2017) mit dem Vertrieb von Tätowierausrüstungen. Zusammen mit Paul Rogers (1905–1990) gründete er die Firma Spaulding & Rogers Mfg., die bis in die 1980er Jahre der weltweit größte Hersteller und Vertreiber von Tätowierausrüstung war. Spaulding war Großwildjäger und bestritt NASCAR-Rennen. Im Jahr 1957 fuhr er z. B. acht Rennen mit insgesamt 1006 Runden und erreichte Platz 36. Don Ed Hardy bezeichnete ihn als „einen der Urväter der Tattoo-Renaissance“. Huck Spaulding starb am 1. Februar 2013 im Alter von 84 Jahren. Er wurde in Albany im Memory Gardens Cemetery and Memorial Park bestattet.

## Paul Rogers

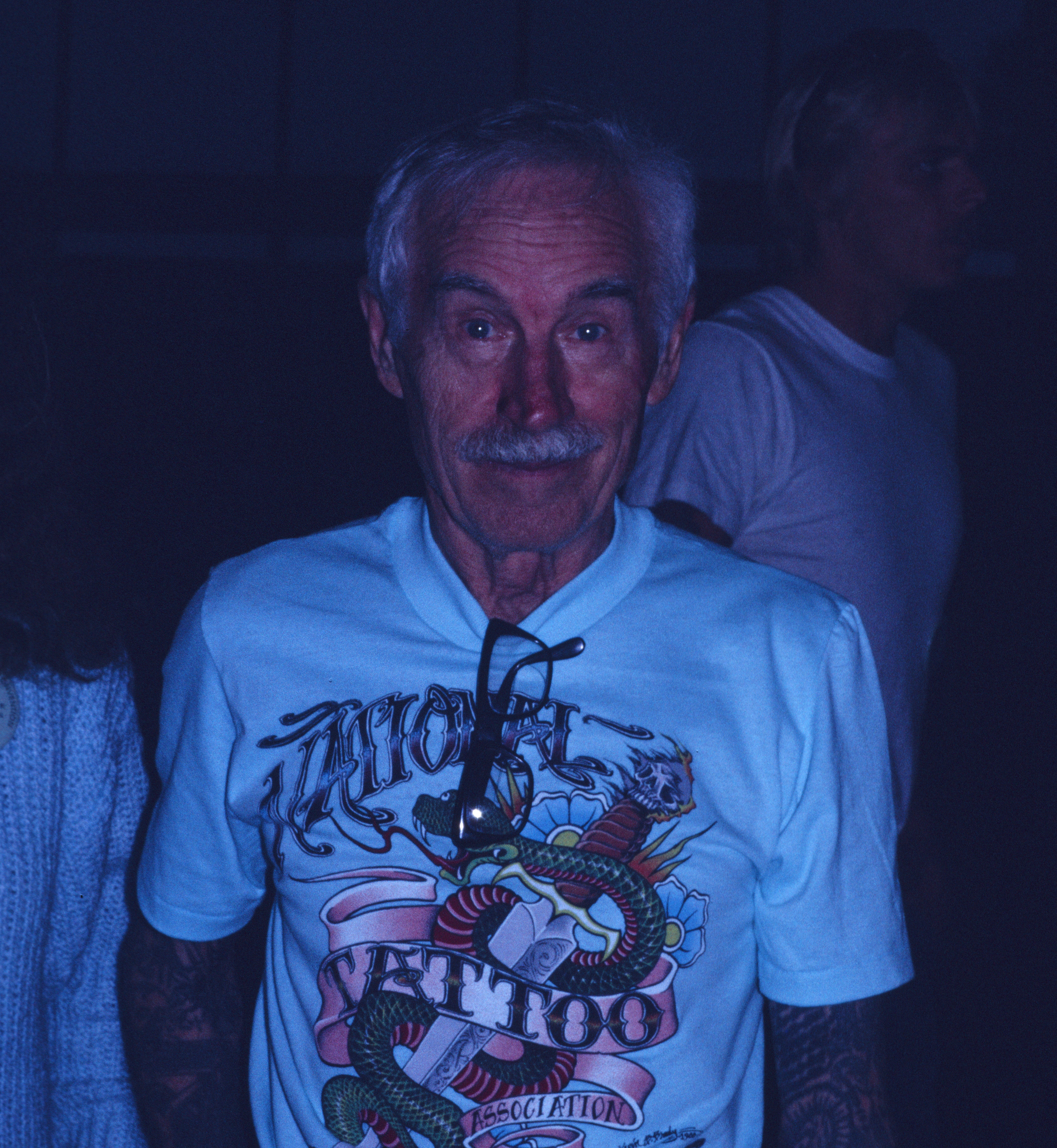
Paul Rogers auf der National Tattoo Convention 1988 in Orlando

Franklin Paul Rogers wurde am 9. September 1905 in Bryson City, North Carolina geboren. In seinem frühen Leben war er im Wanderzirkus tätig. Er wurde von 1945 bis 1950 bei Cap. Coleman in Norfolk, Virginia zum Tätowierer ausgebildet und entwarf später Tätowiermaschinen, die er "Iron" nannte; ein Begriff, den er prägte und der noch heute in der Industrie verwendet wird. Paul Rogers war mit Helen Gertrude Gensamer Rogers (* 4. Juni 1912; † November 1982) verheiratet. Im Jahr 1983 wurde Rogers in die Tattoo Hall of Fame aufgenommen. Er starb am 27. Februar 1990 und ist auf dem Friedhof Greenlawn Memorial Park Cemetery in Chesapeake, Virginia, begraben.

### Publikationen
- Huck Spaulding: Tattooing A to Z: A Guide to Successful Tattooing. Huck Spaulding Enterprises 2000, ISBN 0-9706320-0-2.
- Huck Spaulding, Paul Rogers: My Secret Stash